# Beskid Makowski
Die Makower Beskiden (polnisch Beskid Makowski), früher Mittelbeskiden (polnisch Beskid Średni) sind ein Gebirgszug der Westbeskiden in Polen in der Woiwodschaft Kleinpolen. Sie sind nach der Stadt Maków Podhalański benannt.

## Geographie
Laut Jerzy Kondracki sind die Grenze der Mittelbeskiden:
- im Westen: Pass Głuchaczki an der polnisch-slowakischen Grenze, entlang des Bach Przybyłka und des Flusses Koszarawa, einschließlich mit Pewelskie-Kamm (Pasmo Pewelskie) bis Skawce
- im Norden: einschließlich mit Babica-Kamm bis Myślenice
- im Osten: südlich von Myślenice entlang der Raba und Krzczonówka
- im Süden: ab der oberen Skawa bis zur Mündung der Skawica, entlang Skawica bis Pass Jałowiecka Północna an der Grenze mit der Slowakei

Mit diesen Grenzen hatte der Gebirgszug etwa 900 km², Länge etwa 60 km und Breite 15 km. Andere Karten und Reiseführer können häufig andere Grenzen definieren und betrachten den Teil südwestlich der Skawa mit den Przedbabiogórskie-Kamm (einschließlich Mędralowa) manchmal als einen Teil der Saybuscher Beskiden.
Die Städte am Rande sind: Maków Podhalański (Namensgeber), Sucha Beskidzka, Kalwaria Zebrzydowska, Myślenice.

## Tourismus

### Schutzhütten
In den Makower Beskiden befinden sich sieben Schutzhütten.
| Schutzhütte          | Höhe  | Bild |
| Zygmuntówka-Hütte    | 864 m |      |
| Opaczne-Hütte        | 850 m |      |
| Lasek-Hütte          | 868 m |      |
| Pod Solniskiem-Hütte |       |      |

### Wintersport
- Skigebiet Myślenice-Ski
- Skigebiet Szklana Góra Ski